# Witalij Perwak
Witalij Mykołajowycz Perwak, ukr. Віталій Миколайович Первак, ros. Виталий Николаевич Первак, Witalij Nikołajewicz Pierwak (ur. 15 sierpnia 1970 w Starokonstantynowie, w obwodzie chmielnickim) – ukraiński piłkarz, grający na pozycji obrońcy, trener piłkarski.

## Kariera piłkarska
Karierę piłkarską rozpoczął w amatorskim zespole Metalist Starokonstantynów. Następnie podczas nauki w Instytucie Pedagogicznym w Kamieńcu Podolskim bronił barw studenckiej drużyny Burewisnyk Kamieniec Podolski. Potem występował w klubach Słucz Krasiłów i Adwis Chmielnicki. Latem 1993 został zaproszony do pierwszoligowego klubu Karpaty Mukaczewo, a po jego spadku latem 1995 przeniósł się do Polihraftechniki Oleksandria. Potem bronił barw klubów Wołyń Łuck, Nywa Tarnopol i Prykarpattia Iwano-Frankiwsk. W 2001 powrócił do klubu z Oleksandrii. W 2003 po rozwiązaniu Polihraftechniki przeszedł do Nywy Winnica. Następnie występował w oleksandryjskich klubach MFK i PFK. Latem 2008 powrócił do Nywy Tarnopol, w której zakończył karierę piłkarza latem 2009. Potem jeszcze grał w zespole amatorskim Towtry Kozłów.

## Kariera trenerska
Karierę szkoleniowca rozpoczął po zakończeniu kariery piłkarza. Na początku 2010 dołączył do sztabu szkoleniowego FK Ołeksandrija, w którym na stanowisko głównego trenera został mianowany Wołodymyr Szaran. 13 kwietnia 2013 został mianowany na pełniącego obowiązki głównego trenera PFK Oleksandria. 11 czerwca 2013 został zmieniony przez Wołodymyra Szarana, który powrócił do kierowania klubem. Pozostał w klubie pomagać trenować piłkarzy.

## Sukcesy i odznaczenia

### Sukcesy piłkarskie
PFK Oleksandria
- wicemistrz grupy B Ukraińskiej Drugiej Ligi: 2006

### Sukcesy trenerskie
PFK Oleksandria (jako asystent)
- mistrz Ukraińskiej Pierwszej Ligi: 2011, 2015
- wicemistrz Ukraińskiej Pierwszej Ligi: 2014
- brązowy medalista Ukraińskiej Pierwszej Ligi: 2013